# College of Engineering Pune

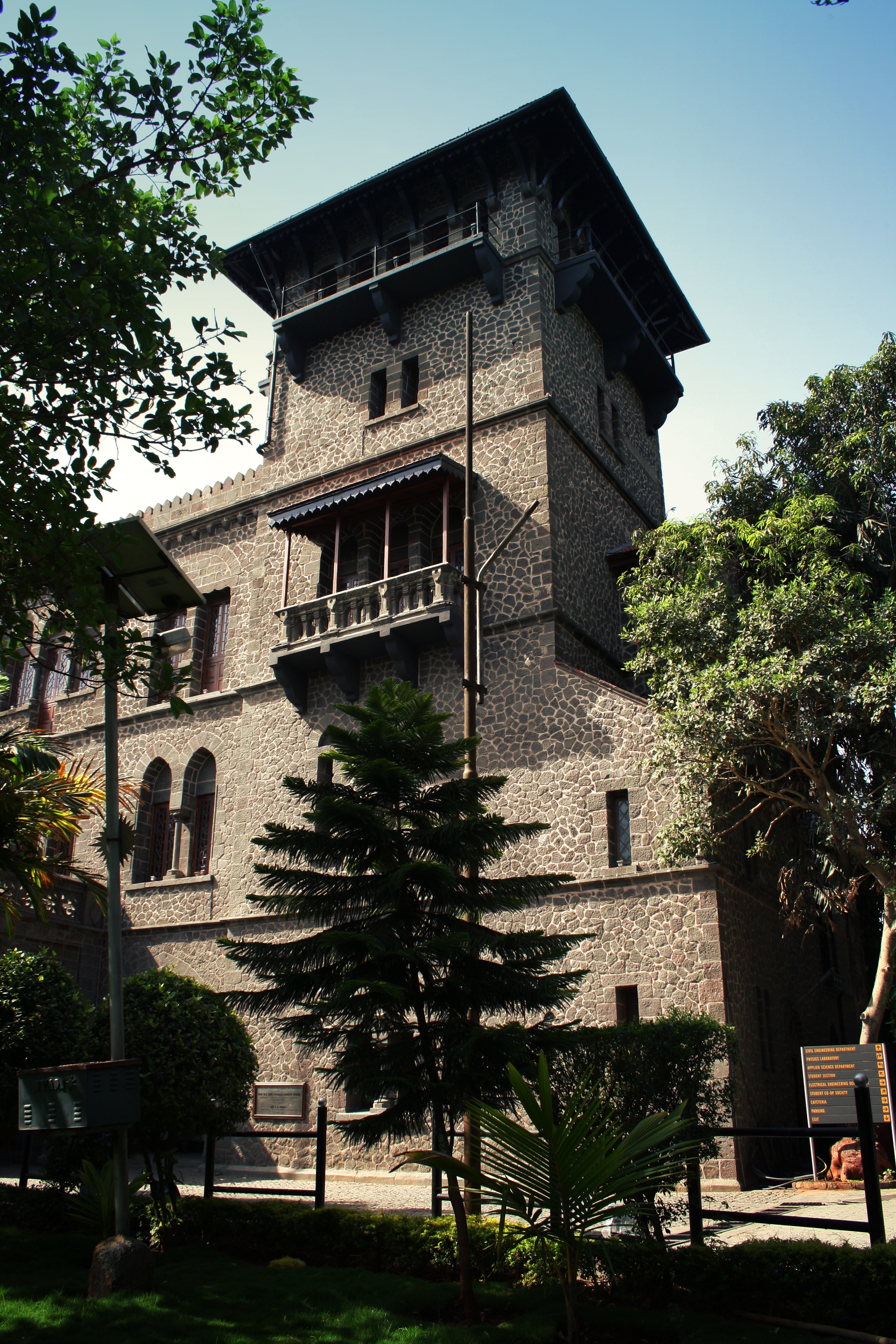
College of Engineering Pune (2012)

Das College of Engineering, Pune (COEP) ist ein eigenständiges College in der indischen Stadt Pune, das an die University of Pune angegliedert ist.
1854 gegründet, ist es die drittälteste Ingenieurschule in Asien, nach dem College of Engineering Guindy (1794) und dem Indian Institute of Technology Roorkee (1847). Die Studenten und Absolventen des College of Engineering Pune werden umgangssprachlich als COEPians bezeichnet. Das Studienmodell des College wurde in den frühen 1950er Jahren als „Poona-Modell“ bezeichnet.